# Godoya antioquiensis
Godoya antioquensis é uma espécie de planta com flor da família Ochnaceae.